# Pancole (San Gimignano)
Pancole (già Pancole di Celloli) è una frazione del comune italiano di San Gimignano, in provincia di Siena, Toscana.

## Storia
Il borgo di Pancole risale al periodo alto-medievale e possedeva una chiesa intitolata a San Pietro presso la quale risiedette il 6 aprile 1109 il conte Ugo dei Cadolingi, detto Ugolino, quando confermò alcuni beni all'abate della badia di Morrona «in Pancule juxta ecclesiam S. Petri infra plebem de Cellule in Comitato Volterrano». La giurisdizione di Pancole comprendeva anche il vicino castello di Colle Muscoli (oggi Collemucioli) e la Tura di San Quirico.
Nel XVII secolo venne fondato il santuario di Santa Maria, in sostituzione della ormai perduta chiesa di San Pietro, e fu soppressa la cura di San Quirico.
Nel 1833 si contavano a Pancole 107 abitanti.

## Monumenti e luoghi d'interesse

### Architetture religiose
- Santuario di Maria Santissima Madre della Divina Provvidenza[5][6][7]
- Pieve di Santa Maria Assunta a Cellole[8]

### Architetture civili
- Fattoria di Pancole
- Castello di Collemucioli (già Colle Muscoli)[4]

## Geografia antropica
Il territorio della frazione è composta dal centro abitato principale di Pancole (272 m s.l.m., 116 abitanti) e dalle borgate rurali di Campacci, Casa Boschetti, Casa Nuova, Cellole, Collemucioli, Le Cannelle, L'Olmo, Molino Mocali, Piazzetta, Pietrefocaie, Salone, San Quirico, Sferracavalli, Villa La Ripa e Villa Zanetti.